# Saison 3 de Weeds
Chronologie
Saison 2 de Weeds Saison 4 de Weeds
Cet article présente le guide de la saison 3 du feuilleton télévisé Weeds.

## Épisode 1:Nage en eaux troubles
- Titre original : Doing the Backstroke
- Scénariste(s) : Jenji Kohan
- Réalisateur(s) : Craig Zisk
  -  États-Unis :
  -  France :
- Résumé : Les Arméniens et U-Turn retiennent toujours Conrad et Nancy. Cette dernière doit absolument retrouver la marijuana si elle veut avoir la vie sauve. Hélas, Silas, qui a dérobé la drogue, a été arrêté par la police car Celia est parvenue à lui faire avouer le vol des caméras de surveillance d'Agrestic. Shane continue de faire route vers Pittsburgh en compagnie de Kat, mais celle-ci l'abandonne sur une aire d'autoroute. Andy a toutes les peines du monde à retrouver son neveu. Après en être venus aux mains, Dean et Doug ont une franche conversation concernant leurs mariages respectifs...

## Épisode 2:Infusion fatale
- Titre original : A Pool and His Money
- Scénariste(s) : Jenji Kohan
- Réalisateur(s) : Craig Zisk
  -  États-Unis :
  -  France :
- Résumé : Nancy doit énormément d'argent à U-Turn, qui a racheté sa dette aux Arméniens. Prête à tout pour trouver des fonds, elle repêche la marijuana qui flotte dans sa piscine, où Celia l'a jetée. Malgré ses efforts, la drogue est invendable et c'est la mort dans l'âme qu'elle se résout à demander de l'aide à Heylia. À la suite de la disparition de Shane, Andy a déclenché l'alerte Amber, un dispositif visant à retrouver les mineurs. La police localise rapidement le jeune garçon, qui retrouve son frère Silas au poste. Malheureusement pour Andy, son action a des conséquences inattendues et se retourne rapidement contre lui...

## Épisode 3:La Danse de la brique
- Titre original : The Brick Dance
- Scénariste(s) : Roberto Benabib
- Réalisateur(s) : Lev L. Spiro
  -  États-Unis :
  -  France :
- Résumé : Nancy ne sait pas comment faire pour trouver l'argent que lui réclame U-Turn. Elle réunit Silas, Shane et Andy pour trouver une idée. Une décision s'impose rapidement : les Botwin vont devoir vendre la maison et leurs effets les plus précieux. Nancy se rend chez son créancier pour qu'il lui accorde un délai mais celui-ci a d'autres projets pour elle. De son côté, Celia cherche à tout prix à obtenir la garde de sa fille. Arlene Cutter, son avocate, lui conseille de choyer son enfant afin de donner l'image d'une mère aimante et attentive. Heylia et Conrad achètent un nouveau local pour recommencer une plantation de marijuana...

## Épisode 4:La Route de la merde
- Titre original : Shit Highway
- Scénariste(s) : Roberto Benabib
- Réalisateur(s) : Martha Coolidge
  -  États-Unis :
  -  France :
- Résumé : Afin de rembourser U-Turn, Nancy se met en quête d'un vrai travail. Shane aide sa mère dans sa recherche d'un emploi en rédigeant son curriculum vitæ. Nancy doit également gérer les questions insistantes d'un ancien collègue de Peter, qui s'inquiète de sa disparition inexpliquée. Silas effectue son travail d'intérêt général, qui consiste à ramasser des ordures tandis que son oncle Andy rencontre quelques soucis lors de son service militaire. De son côté, Celia apprend que le conseil municipal d'Agrestic a besoin du vote de Doug pour approuver une motion déposée par un séduisant entrepreneur, Sullivan Groff...

## Épisode 5:Bill Sussman
- Titre original : Bill Sussman
- Scénariste(s) : Rolin Jones
- Réalisateur(s) : Craig Zisk
  -  États-Unis :
  -  France :
- Résumé : Le petit monde de Nancy est de plus en plus perturbé par les affaires sordides de U-Turn. Sullivan Groff fait des propositions alléchantes à Celia et Doug afin qu'ils votent en faveur de son projet lors de la prochaine réunion du conseil municipal d'Agrestic. Après la mort d'un autre appelé, Andy a déserté et tente d'échapper aux autorités militaires lancées à sa poursuite. Il se fait désormais appeler Bill Sussman. Nancy inscrit Shane aux cours d'été de Majestic. Et Silas semble plutôt doué dans l'art de revendre de la drogue. Quant à Conrad, il se consacre à sa plantation, qui se développe peu à peu...

## Épisode 6:La Sauterelle
- Titre original : Grasshopper
- Scénariste(s) : Devon K. Shepard
- Réalisateur(s) : Perry Lang
  -  États-Unis :
  -  France :
- Résumé : Sullivan charge Nancy d'organiser un cocktail pour remercier les membres du conseil municipal d'Agrestic d'avoir approuvé sa motion. La soirée doit avoir lieu le lendemain au domicile des Botwin et Andy est réquisitionné pour préparer le repas. Dans le même temps, U-Turn emmène son «apprentie» chez Conrad et Heylia : le truand exige d'avoir sa marchandise au plus vite. Quant à Silas, il effectue ses travaux d'intérêt général au sein d'une maison de retraite où certains pensionnaires sont aussi ses clients. Il rencontre Tara, une jolie chrétienne fondamentaliste qui fait également du bénévolat auprès des personnes âgées...

## Épisode 7:La Dette
- Titre original : He Taught Me How To Drive By
- Scénariste(s) : Matthew Salsberg
- Réalisateur(s) : Paul Feig
  -  États-Unis :
  -  France :
- Résumé : Les funérailles de U-Turn permettent à Conrad et Nancy de discuter : ils imaginent que le décès soudain de leur créancier va annuler leurs dettes. Malheureusement pour eux, Marvin compte prendre la succession de son ami et n'a pas l'intention de leur faire le moindre cadeau. Silas continue de fréquenter Tara : la chasteté revendiquée de la jeune femme rassure Nancy. De son côté, Andy travaille comme cantinier sur le tournage d'un film pornographique. Quant à Shane, ses cours d'été vont de mal en pis : hostiles à ses théories blasphématoires, ses camarades de classe le considèrent comme un paria..

## Épisode 8:Elles prennent leur pied
- Titre original : The Two Mrs. Scottsons
- Scénariste(s) : Rolin Jones
- Réalisateur(s) : Craig Zisk
  -  États-Unis :
  -  France :
- Résumé : Le corps de Peter Scottson a été retrouvé et ses funérailles sont organisées. Il s'avère qu'il était un flic corrompu bien avant sa rencontre avec Nancy, ce qui vaut à son coéquipier d'être exclu des forces de l'ordre. Nancy suit à distance Valerie, l'ex-femme de Peter, et son fils Tim. Isabelle et Shane sont renvoyés de leur école pour trois jours et passent du temps ensemble. La relation entre Celia et Sullivan prend une nouvelle dimension. Quant à Andy, il se retrouve propulsé sous les feux des projecteurs alors qu'il occupe un emploi de cantinier sur le tournage d'un film pornographique. Silas et Tara travaillent de conserve...

## Épisode 9:Les Égouts de la discorde
- Titre original : Release the Hounds
- Scénariste(s) : Blair Singer
- Réalisateur(s) : Ernest Dickerson
  -  États-Unis :
  -  France :
- Résumé : A sa grande surprise, Nancy se lie d'amitié avec Valerie, l'ex-femme de Peter. Alors que la relation entre Celia et Sullivan devient de plus en plus sérieuse, Dean est victime d'un accident lors d'une virée en moto. Cet événement va compliquer l'idylle de son ex-femme. Le référendum pour l'union d'Agrestic et Majestic se solde par un échec cuisant pour Sullivan. Par conséquent, Doug se retrouve interdit d'entrée au club de golf, ce qui l'énerve profondément. Tandis que Silas travaille avec Conrad, qui lui apprend à cultiver de la marijuana, Tara tente de s'investir davantage au sein de l'équipe de revendeurs de Nancy...

## Épisode 10:Assurances comprises
- Titre original : Roy Till Called
- Scénariste(s) : Victoria Morrow
- Réalisateur(s) : Craig Zisk
  -  États-Unis :
  -  France :
- Résumé : Les affaires sont au beau fixe pour Nancy, qui étend son réseau de distribution. Pourtant, un héritage inattendu provoque une sérieuse dispute avec Valerie : en tant que dernière épouse en date, c'est en effet Nancy qui doit hériter de l'assurance-vie contractée par Peter. Doug doit rendre des comptes au nouveau conseil municipal quant à sa gestion, pour le moins défaillante, lors de son mandat. Cette enquête risque de nuire à Heylia, dont l'entreprise Aguatecture servait de couverture pour les détournements de fonds. Celia doit s'occuper de Dean, ce qui est loin de l'enchanter...

## Épisode 11:Le Maître qui chante
- Titre original : Cankles
- Scénariste(s) : Christina Kiang Booth
- Réalisateur(s) : Craig Zisk
  -  États-Unis :
  -  France :
- Résumé : Valerie Scottson engage un détective privé pour suivre les faits et gestes de Nancy, car elle est convaincue que celle-ci ne lui dit pas la vérité. De son côté, Celia mène sa propre enquête pour tenter d'en savoir plus sur les activités exactes d'Aguatecture, ce qui l'amène à devenir méfiante vis-à-vis de la famille de James. Doug et l'ensemble des membres du conseil municipal découvrent qu'ils ont été limogés à la suite de la fusion d'Agrestic et Majestic. Shane installe un système de surveillance dernier cri au domicile des Botwin. Quant à Silas, il apprend qu'il n'est pas le seul garçon que fréquente Tara...

## Épisode 12:Le Tunnel
- Titre original : The Dark Time
- Scénariste(s) : Victoria Morrow
- Réalisateur(s) : Ernest Dickerson
  -  États-Unis :
  -  France :
- Résumé : Dean et Andy passent du bon temps à jouer ensemble à des jeux violents, qui leur font oublier un peu le quotidien. Ayant obtenu des aveux de la part de Dean, Celia s'oppose frontalement à Nancy et exige d'être associée à ses projets. De son côté, Nancy met au point une nouvelle affaire très fructueuse en s'associant avec le frère de la nouvelle petite amie d'Andy. Quant à Heylia et Conrad, ils sont contraints de tirer un trait sur leurs ambitions. Une inspection des pompiers contraint Conrad à déplacer la plantation, ce qui est loin d'être une procédure facile. Doug, qui n'a pas apprécié que Sullivan, le manipule, cherche un moyen de se venger...

## Épisode 13:Tout nouveau tout pas beau
- Titre original : Risk
- Scénariste(s) : Roberto Benabib, Rolin Jones et Matthew Salsberg
- Réalisateur(s) : Paul Feig
  -  États-Unis :
  -  France :
- Résumé : Avec l'énergie qui la caractérise, Nancy tente l'impossible pour trouver un nouveau fournisseur. Mais elle est forcée de constater que la qualité de service n'est pas du tout au rendez-vous. Avec générosité, Conrad lui propose de se détendre mais Nancy demeure préoccupée. Andy se montre de plus en plus insistant auprès de sa belle-sœur pour qu'elle entre en contact avec le gang de motards auquel appartient Denise. De leur côté, Heylia et Vaneeta font progressivement connaissance avec le voisinage, qu'elles trouvent très sympathique. Quant à Celia, elle se retrouve dans une situation qui la met très en colère...

## Épisode 14:Gestion des risques
- Titre original : Protection
- Scénariste(s) : Roberto Benabib
- Réalisateur(s) : Randy Zisk
  -  États-Unis :
  -  France :
- Résumé : Les petites affaires de Nancy prospèrent de manière insolente mais les problèmes qu'elle rencontre s'avèrent toujours plus ardus à régler. Consciente d'être à la merci de gros bras, elle demande à un gang de Mexicains d'assurer sa protection. De plus, le comportement de Doug ne l'aide pas à aborder ces contrariétés sereinement. Parallèlement, Heylia entame l'éducation de Celia. Quant à Shane, il assure à son entourage qu'il parvient à discuter avec son père, pourtant décédé. L'agence de lutte contre le trafic et la consommation de drogues fait une découverte qui pourrait nuire aux affaires illégales de ce petit monde...

## Épisode 15:C’est parti!
- Titre original : Go
- Scénariste(s) : Jenji Kohan
- Réalisateur(s) : Craig Zisk
  -  États-Unis :
  -  France :
- Résumé : Alors que l'incendie se propage, la population doit évacuer Agrestic. Nancy ordonne à toute la famille de rassembler quelques affaires afin de quitter la maison. De leur côté, Conrad et Heylia n'ont plus qu'à dire adieu à leur demeure. Les autorités posent d'embarrassantes questions à Sullivan et Celia. De son côté, Shane ne cesse de parler de Pittsburgh à sa mère, qui commence à en avoir assez de cette rengaine. Tara et les autres membres de sa congrégation sont prêts à affronter les flammes pour rapporter la croix gigantesque qui a été retrouvée par la police...